# SN 2003kl
SN 2003kl – supernowa typu Ia odkryta 17 listopada 2003 roku w galaktyce A010948+0100. W momencie odkrycia miała maksymalną jasność 21,00m.